# Kameron Michaels
Dane Young, plus connu sous le nom de Kameron Michaels, est une drag queen américaine principalement connue pour sa participation à la dixième saison de RuPaul's Drag Race. Son physique bâti et musclé, sur lequel elle base son esthétique de transformisme et qu'elle mélange avec un style féminin, lui a valu le surnom de "La Barbie Culturiste" ("The Bodybuilder Barbie"),.

## Jeunesse
Dane est fils unique et naît à Massillon, dans l'Ohio, où il vit jusqu'à l'âge de cinq ans. Il grandit à Columbia, dans le Tennessee, et déménage à Nashville à l'âge de 21 ans.

## Carrière
Dane commence sa carrière de drag queen à 18 ans, entrant en contact avec d'autres artistes, alors qu'il travaillait en tant que go-go dancer dans une boîte de nuit. Son nom de scène original était Arianna St. Claire. Après quelques mois, il change de nom et devient Kameron Michaels, voulant un nom plus androgyne, avec un nom de famille qu'aucune autre drag queen de Nashville n'avait. Avant d'apparaître dans RuPaul's Drag Race, il travaillait à plein temps comme coiffeur, ne faisant du transformisme que le week-end.
À cette époque, Kameron se représentait régulièrement dans un bar de Nashville. Elle envoie son audition pour la dixième saison de RuPaul's Drag Race afin de tourner la page sur une rupture, et est sélectionnée comme l'une des quatorze participantes. Elle finit seconde, avec Eureka O'Hara, face à Aquaria. Certains médias et autres participantes de la saison la décrivent comme la "lip-sync assassin" de la saison, ayant fait quatre lip-syncs à la suite sans être éliminée de la compétition. Elle survit également au premier Lip-Sync for the Crown lors de la finale mais perd le second contre Aquaria, lui faisant six lip-syncs au total.
Kameron puise son inspiration pour ses tenues de films et de jeux vidéo, et décrit son style comme "hyper-féminin".
En 2020, il anime un show à Las Vegas.
Après une absence d'un an des réseaux sociaux, il annonce qu'un trouble déficit de l'attention avec ou sans hyperactivité lui a été diagnostiqué.

### Musique
Faisant partie du défi final de la saison, Kameron ainsi que les trois autres dernières participantes écrivent et enregistrent leur propre couplet pour la chanson American de RuPaul. La chanson arrive deuxième du classement Billboard des chansons EDM.
Kameron enregistre le titre Let It Snow pour l'album Christmas Queens 4, en 2018, une compilation de chansons de Noël chantées par des candidates de RuPaul's Drag Race. Depuis juin 2018, elle travaille sur ses propres morceaux, qui n'ont pas encore de date de sortie.

## Vie privée
Dane est ouvertement gay. Il commence à aller à la salle de sport avec un de ses petits amis, qui lui fait arrêter le transformisme sous la pression. Après leur rupture, Dane continua son développement musculaire et recommença ensuite le transformisme, ce qui lui valut des critiques d'autres artistes de cette industrie.

## Filmography

### Télévision
| Année | Titre                        | Rôle      | Notes                                                |
| ----- | ---------------------------- | --------- | ---------------------------------------------------- |
| 2018  | RuPaul's Drag Race           | Elle-même | Candidate : Saison 10 — seconde (avec Eureka O'Hara) |
| 2018  | RuPaul's Drag Race: Untucked | Elle-même |                                                      |

### Web-séries
| Année     | Titre                | Rôle      | Notes                            |
| --------- | -------------------- | --------- | -------------------------------- |
| 2018      | Gaymer Guys          | Elle-même | Invitée en tant qu'animatrice    |
| 2018      | Fashion Photo RuView | Elle-même | Invitée en tant qu'animatrice    |
| 2018      | Hey Qween            | Elle-même | Invitée                          |
| 2018      | How to Makeup        | Elle-même |                                  |
| 2018      | Bestie$ for Ca$h     | Elle-même | Avec Eureka O'Hara               |
| 2018/2019 | Can Do Queens        | Elle-même | Co-animatrice (avec Asia O'Hara) |